# Imst
Imst (tyskt uttal: [ɪmst]
 ( lyssna)) är en stad och kommun i förbundslandet Tyrolen i Österrike. Kommunen har 11 108 invånare (2024), på en yta av 113,39 km². Imst är huvudort i distriktet med samma namn. Staden ligger i förbundslandets västra del, cirka 50 kilometer väster om Innsbruck. Kommunens gräns i söder utgörs av floden Inn.
Imst var förr i tiden en viktig stad för den omfattande handeln med kanariefåglar.